# Ömer Kemaloğlu
Ömer Kemaloğlu est un karatéka turc né le 2 avril 1987 à Istanbul. Il a remporté la médaille d'or du kumite individuel masculin moins de 65 kg aux championnats d'Europe de karaté 2008 à Tallinn puis la médaille de bronze dans cette même catégorie aux Jeux mondiaux de 2009 à Kaohsiung avant de remporter la médaille d'or du kumite individuel masculin moins de 67 kg aux Jeux méditerranéens de 2013 à Mersin.
Il est médaillé d'or de kumite par équipes aux Championnats d'Europe de karaté 2018.